# Rajka (nádraží)
Rajka je železniční stanice v maďarské obci Rajka, která se nachází v župě Győr-Moson-Sopron. Stanice byla otevřena v roce 1891, kdy byla otevřena trať mezi Bratislavou a obcí Porpác.

## Provozní informace
Stanice má celkem 1 nástupiště a 2 nástupní hrany. Ve stanici není možnost zakoupení si jízdenky a je elektrizovaná střídavým proudem 25 kV, 50 Hz. Provozuje ji společnost GySEV. V nákladním provozu je využívána jako předávací stanice.

## Doprava
Osobní vlaky zde odsuď jezdí do Bratislavy, Csorny, Hegyeshalomi a Győru. Od 3. července 2020 zde zastavují 1 pár přímých vlaků RegioJet z Prahy do chorvatské Rijeky.